# Alytes obstetricans
El sapo partero común (Alytes obstetricans) es una clase de anfibio perteneciente al orden de los  anuros de la familia de Alytidae. Es propia de Bélgica, Francia, Alemania, Luxemburgo, Holanda, Portugal, España, Suiza y Reino Unido. Está amenazada por pérdida de hábitat, aunque la diversidad genética de las poblaciones existentes reduce sus  posibilidades de extinción

## Descripción
Es de pequeño porte, 5 cm; aspecto voluminoso, cabeza grande y frente redondeada, ojos prominentes (pupila vertical, iris dorado y vetas negras). Tímpano visible y más diminuto que el ojo. La piel es granulosa con verrugas pequeñas, agrupadas en los costados en dos hileras dorsolaterales. Presenta miembros cortos y fuertes, los anteriores con tres tubérculos metacarpianos, y los posteriores con membrana interdigital reducida y un tubérculo metatarsiano pequeño. Su coloración dorsal es gris a parda, y manchitas verdes, rojizas y negras poco marcadas; la zona ventral clara.

## Hábitat
Su hábitat natural son los bosques templados, subtropical o tropicales secos, arbustales templados, ríos,  lagos y pantanos de agua dulce, desiertos templados, campo arable, pasturas,  área urbana.

## Alimentación
Se alimenta al acecho de escarabajos, moscas, polillas, arañas, lombrices, babosas, milpiés, opiliones y otros artrópodos acorde a sus dimensiones. Las larvas consumen vegetales, carroña e invertebrados acuáticos.

## Desarrollo y reproducción

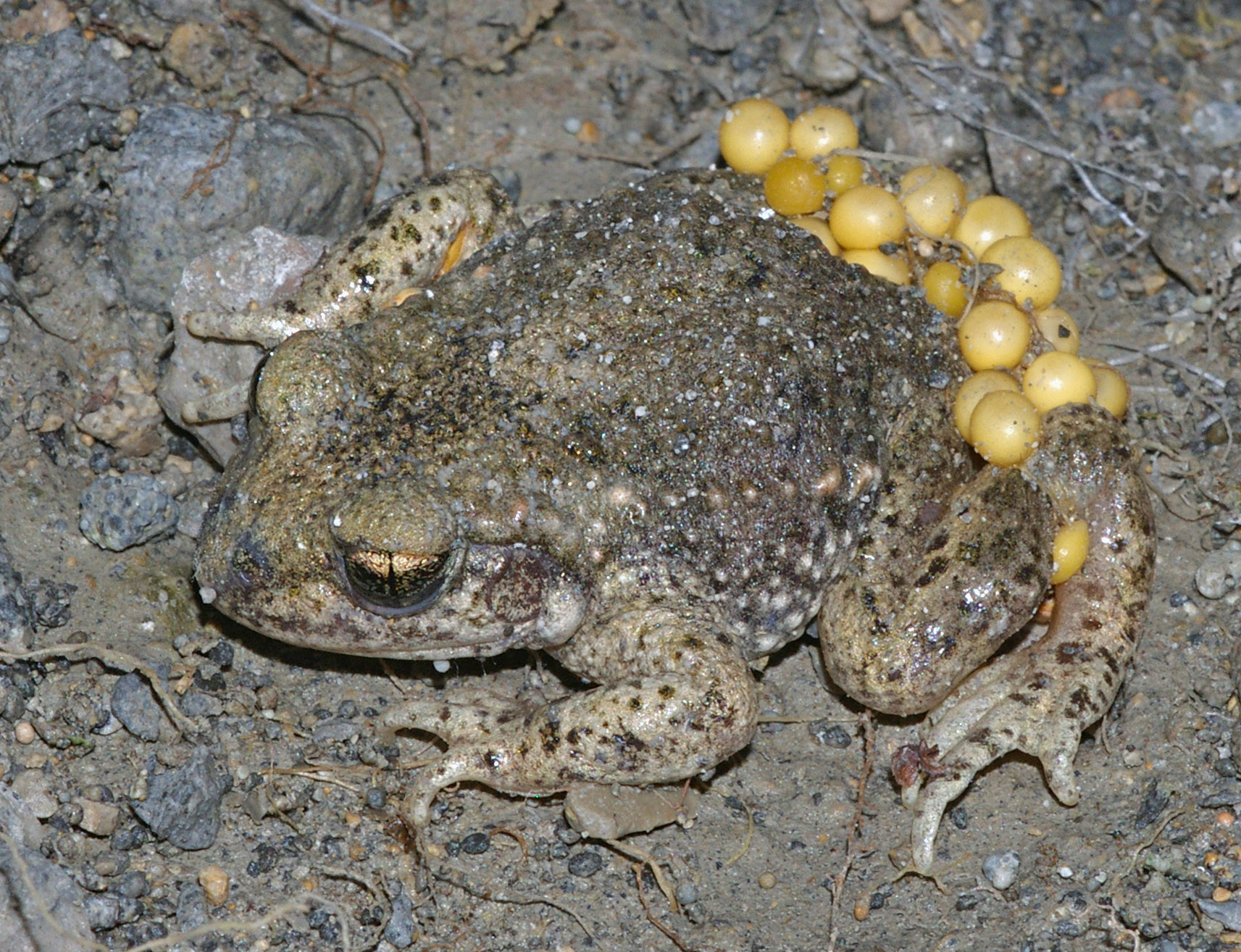
Macho con huevos.

Este sapo tiene una esperanza de vida muy corta en comparación con otros sapos: puede llegar a los 5 años, frente a los 30 años de los sapos comunes.
El macho empieza a cantar en el inicio de la primavera desde su refugio o en sus inmediaciones, atrayendo a las hembras grávidas que emiten llamadas de respuesta. El amplexo es complejo, es  terráqueo, de tipo inguinal. Tras estimular el macho a la hembra, ésta suelta una ristra de huevos que, fecundados, son enrollados por el macho entre sus patas traseras, permaneciendo un mes. Luego  el progenitor suelta la puesta en el agua, donde las larvas romperán la cubierta del huevo para nadar libremente.

## Depredación
Es depredado por culebras de agua, algunos mamíferos, lechuzas y aves zancudas. Y sus larvas por culebras de agua, aves, odonatos, ditíscidos, tritones y larvas de salamandra.

## Etología
Su actividad es muy variable en función de la zona geográfica. No es territorial y es común de varios individuos compartir el refugio bajo grandes piedras o grietas. El macho muestra competencia acústica entre ellos, y complejas interacciones acústicas. Las hembras grávidas pueden atacarse entre sí por acceder a un macho. Raro en actividad en el día, es básicamente crepuscular y nocturno. Los metamórficos nuevos se encuentran en las inmediaciones del agua, y los adultos se alejan bastante y sólo los machos vuelven al agua a depositar la puesta.